# Radoslav Nesterović
Radoslav « Rasho » Nesterović, né le 30 mai 1976 à Ljubljana, est un ancien joueur slovène, né yougoslave, de basket-ball, évoluant au poste de pivot.

## Carrière sportive
Nesterović fait ses premières classes dans l'équipe junior du Partizan Belgrade. Durant la Guerre de Yougoslavie, Nesterovič s'exile en Grèce, où il évolue au PAOK Salonique, il y reste de 1993 à 1995. Une fois la Guerre de Yougoslavie terminée, Nesterović retourne chez lui en Slovénie, dans l'un des plus grands clubs du pays : KK Union Olimpija. Auteur d'une excellente première saison, il est sélectionné aux Championnats d'Europe Espoir en 1996, et y est élu MVP. L'année suivante, au cours de la saison 1996-1997, son équipe atteint le « final four » de Euroligue 1997, avec un Nesterovič tournant à 14 points et 8 rebonds par match. Union Olimpija est éliminé par le futur vainqueur, le club grec de l'Olympiakós, sur le score de 74 à 65.
Remarqué par les plus grands clubs européens, Nesterović s'engage avec le club italien du Virtus Bologne, auteur d'une première saison solide, tournant à 9 points et 12 rebonds par match en championnat et à 11,2 points et 8,4 rebonds par match en Euroligue, Nesterovič et le Virtus Bologne remporte l'Euroligue l'année suivante, face à l'AEK Athènes 58-44, Nesterovič marque 16 points et prend 9 rebonds lors de la finale. L'année suivante Bologne atteint à nouveau la finale de l'Euroligue mais doit cette fois s'incliner face au Žalgiris Kaunas, sur le score de 82-74. Malgré cette défaite, Nesterovič sait déjà qu'il a gagné sa place en NBA.
Sélectionné en 17e position lors de la draft 1998 de la NBA dès le 1er tour par les Timberwolves du Minnesota, il rejoint cette dernière franchise à l'issue de la saison 1998-1999, disputant seulement deux rencontres. Après des premières saisons délicates, Nesterovič gagne petit à petit sa place dans l'effectif, apprenant beaucoup aux côtés de Kevin Garnett, Nesterović ne cesse de progresser. Lors de la saison 2001-2002, il inscrit 8,4 points et prend 6,5 rebonds par match. L'année suivante, il signe la meilleure saison de sa carrière en marquant 11,2 points par match et en prenant à nouveau 6,5 rebonds en moyenne.
Auteur de deux saisons intéressantes, il signe aux Spurs de San Antonio à la recherche d'un pivot depuis le départ à la retraite de David Robinson. Nesterovič signe une première saison honorable avec 8,7 points et 7,7 rebonds en moyenne par match. L'année suivante, San Antonio remporte le championnat NBA, souffrant d'une blessure récurrente Nesterović ne prend pas véritablement part au succès de son équipe. Il quitte les Spurs un an plus tard et rejoint les Raptors de Toronto, peinant à s'y imposer, il est plus utilisé en tant que 6e homme, tournant sur ses deux saisons à 15 minutes, 4 points et 3,5 rebonds par match.
En septembre 2011, Nesterović met un terme à sa carrière alors qu'il sort d'une saison à 10,9 points et 5,4 rebonds en Euroligue avec l'Olympiakos Le Pirée. Cette saison du retour en Europe après dix ans en NBA avait été interrompue par une blessure à une épaule.

## Clubs successifs
- 1992-1993 :  Partizan Belgrade
- 1993-1995 :  PAOK Salonique
- 1995-1997 :  Olimpija Ljubljana
- 1997-1999 :  Virtus Bologne
- 1999-2003 :  Timberwolves du Minnesota
- 2003-2006 :  Spurs de San Antonio
- 2006-2008 :  Raptors de Toronto
- 2008-2009 :  Pacers de l'Indiana
- 2009-2010 :  Raptors de Toronto
- 2010-2011 :  Olympiakós

## Palmarès

### NBA
- Champion NBA : 2005

## Vie privée
Il est le parrain de Luka Dončić.